# Кармен
 Тази статия е за операта.  За испанския филм вижте Кармен (филм).  
„Кармен“ (на френски: Carmen) е опера от четири действия от френския композитор Жорж Бизе. Либретото е написано от Анри Меляк и Людовик Алеви и се основава на едноименната новела на Проспер Мериме.
През 1874 г. Жорж Бизе, търсейки сюжет за нова опера, се спира на нашумялата новела на френския писател Проспер Мериме „Кармен“, написана през 1845 г. Със създаването на либретото се залавят Анри Мелиак и Луи Алеви, автори на много от текстовете на офенбаховите оперети, между които „Хубавата Елена“, „Парижки живот“, „Перикола“ и др. Либретото, написано напълно според изискванията на театралната драматургия, е прекрасна основа за създаване на оперно произведение.
„Кармен“ е написана в стила опера комик с музикални номера, разделени от диалог. Действието се развива в Южна Испания и разказва историята за падението на Дон Хосе, наивен войник, който е съблазнен от хитрините на огнената циганка Кармен. Хосе изоставя любимата си от детството и бяга от военните си задължения, но в крайна сметка губи и любовта на Кармен, заради бляскавия матадор Ескамилио, след което Хосе я убива в ревнива ярост. Изображенията на пролетарския живот, неморалността и беззаконието, както и трагичната смърт на главната героиня на сцената, поставят ново начало във френската опера.
Много неща от новелата на Мериме са съществено изменени от либретистите, особено двете главни действащи лица. Хосе – суровият и романтичен герой, на чиято съвест тежат дори и престъпления, е представен като честен селски момък, който не може да се противопостави на пагубната си любов. Отрицателните черти на Кармен от новелата са премахнати, в операта нейният образ е олицетворение на женската красота и любов, на свободолюбивия дух. Второстепенният герой от новелата Ескамилио е даден като контрастен героичен образ на Дон Хосе. Авторите на либретото са въвели и нови сцени, които дават възможност за пресъздаване на различни страни от живота в Испания – романтичните фигури на циганите и контрабандистите, напрегнатата атмосфера на борбите с бикове и др.
Премиерата е на 3 март 1875 г. в парижката „Опера комик“. Премиерата претърпява провал. Още на генералната репетиция в залата на Опера комик отиват много музиканти и критици, които се изказват отрицателно за произведението. Отначало е смятана за провал и е набедена, че е „неморална“ и „повърхностна“.
На 23 октомври 1875 г., пет месеца след смъртта на автора ѝ, „Кармен“ е изнесена във Виена с изключителен успех. Бизе умира внезапно след 33-то представление, без да знае, че работата му ще спечели международно признание в следващите десет години. Днес „Кармен“ е една от най-известните и често играни опери в класическия канон; арията „Хабанера“ от първо действие и „Песента на тореадора“ от второ действие са едни от най-известните арии в операта.
Приятелят на Бизе, композиторът Ернест Гиро, с когото са учили заедно в Италия, прави нова редакция на „Кармен“ – заменя говорните диалози с речитативи и вмъква балетната музика в последното действие на операта, като използува откъси от музиката на „Арлезианката“, друга творба на Бизе. В този вид „Кармен“ е отново представена през 1883 г. в Париж и има изключителен успех. След това бързо печели популярност. По-късно коментатори твърдят, че „Кармен“ е мостът между традицията на опера комик и реализма или веризмо, характеризиращи италианската опера от края на XIX век.
„Кармен“ е една от най-популярните и най-много играни опери у нас. Правени са ѝ много постановки както в София, така и в почти всички наши оперни театри. За пръв път е изнесена от „Оперната дружба“ през 1912 г. Диригент е Тодор Хаджиев, а режисьор – Драгомир Казаков.
През 1915 г. режисьорът Сесил Демил прави 59-минутен ням филм по сюжета на операта. В САЩ става популярна афроамериканската версия „Кармен Джоунс“. През 1983 г. Жан-Люк Годар прави друга филмова версия, която се казва Prénom: Carmen. MTV също имат свой вариант по темата.
Едни от най-известните теми от операта са „Quand je vous aimerai?“, „Je suis Escamillo, Torero de Grenade“ и „Qu'avez-vous fait de la Carmencita?“.